# Adolf Sternschuss
Adolf Sternschuss 15 czerwca 1873 w Ditkowcach, zm. 25 października 1915 pod Kukłami) – polski prawnik, c. k. urzędnik skarbowy, kolekcjoner dzieł sztuki, żołnierz piechoty Legionów Polskich, kawaler Orderu Virtuti Militari.

## Życiorys
Urodził się 15 czerwca 1873 w Ditkowcach. Był narodowości żydowskiej. Pochodził ze znanej rodziny, był synem lekarza Adolfa (1835-1913), właściciela Ditkowiec, oraz Róży z domu Goldhaber. Miał braci: Jana Salomona (ur. 1870) i Michała (ur. 1871, lekarz oficer) – noszących nazwisko Sternschuss-Staniewski, oraz siostrę Elżbietę (ur. 1880).
Uczył się w gimnazjum w Tarnopolu, a potem w Gimnazjum św. Jacka w Krakowie. W 1895 ukończył studia prawnicze na Uniwersytecie Jagiellońskim, gdzie w 1896 uzyskał stopień doktora praw. Od tego roku w charakterze koncepisty był zatrudniony C. K. Prokuratorii Skarbu we Lwowie, skąd od około 1897 był przydzielony do Krakowa, od około 1899 w tamtejszej Ekspozyturze, gdzie od 1899 pracował w randze adiunkta, od 1907 w randze sekretarza. Następnie, od około 1909  do 1914 w charakterze radcy prokuratorii skarbu pracował w C. K. Prokuratorii Skarbu we Lwowie. Do końca życia był nadradcą skarbu.
Do C. K. Armii został powołany w 1890. Został mianowany porucznikiem w rezerwie piechoty 1 stycznia 1892. Był przydzielony do 13 pułku piechoty w Krakowie. 
Był aktywny w życiu społecznym i artystycznym Lwowa. Działał w Stałych Drużynach Sokoła. Kolekcjonował pamiątki narodowe i dzieła sztuki. Uchodził za znawcę sztuki. Od 1904 r. współpracował z Zenonem Przesmyckim przy edycji dzieł Cypriana Kamila Norwida, których druk rozpoczęto w 1911 r. Zajmował się stroną typograficzną wydawnictwa, sprawami prawnymi i gromadzeniem materiałów (niektóre utwory Norwida znane są jedynie z kopii udostępnionych przez Sternschussa, ponadto dzięki jego zabiegom Marian Sokołowski przekazał wydawcom swoją korespondencję z Norwidem). Był też współwłaścicielem Swoszowic.
Po wybuchu I wojny światowej został powołany do armii austriackiej. Posiadał w niej stopień nadporucznika. Po tym jak zawnioskował o przeniesienie do Legionów Polskich 19 października 1914 został skierowany do Departamentu Wojskowego Naczelnego Komitetu Narodowego w Piotrkowie. Od czerwca 1915 służył w polu i był żołnierzem 3 kompanii III batalionu 1 pułku piechoty w składzie I Brygady. Po tym jak podjął decyzję o rezygnacji ze stopnia oficerskiego służył w stopniu szeregowca. W bitwie pod Jastkowem na przełomie lipca i sierpnia 1915 odniósł kontuzję i przebywał na leczeniu w Krakowie. Po rekonwalescencji, aczkolwiek nie wyleczony, powrócił do służby i otrzymał awans na sierżanta. W szeregach III batalionu brał udział w walkach na Polesiu, pod Kostiuchnówką, Wólką Hałuzińską, Haluziem, Maniewiczami, Jabłonką. 25 października 1915 poległ trafiony przy okopach w bitwie pod Kukłami nad Styrem na Wołyniu. Został pochowany nieopodal stacji kolejowej w Maniewiczach. 
W zapisie testamentowym rozporządził, aby jego zbiory dzieł malarskich i sztuki (M. Gierymskiego, J. Matejki, A. Kotsisa, C.K. Norwida, J. Kossaka, M. Gottlieba) przekazać do Muzeum Narodowego w Krakowie. Pośmiertnie został awansowany na stopień porucznika piechoty. W 1918 powstał poświęcony mu medal autorstwa Antoniego Procajłowicza.

## Publikacje
- Dom Jana Matejki z 6 rycinami (1898)[25]
- Godła domów krakowskich (1899)[26]
- Antoni Procajłowicz: Ex libris A. Sternschuss (1904)[27]

## Ordery i odznaczenia
- Krzyż Srebrny Orderu Wojskowego Virtuti Militari nr 7255 – pośmiertnie, 17 maja 1922[28][2][1][29]
- Krzyż Niepodległości – pośmiertnie, 1933[3][1][b]

austro-węgierskie
- Brązowy Medal Jubileuszowy Pamiątkowy dla Sił Zbrojnych i Żandarmerii[18]
- Medal Jubileuszowy Pamiątkowy dla Cywilnych Funkcjonariuszów Państwowych[18]
- Krzyż Jubileuszowy dla Cywilnych Funkcjonariuszów Państwowych[13]